# Budai vilajet

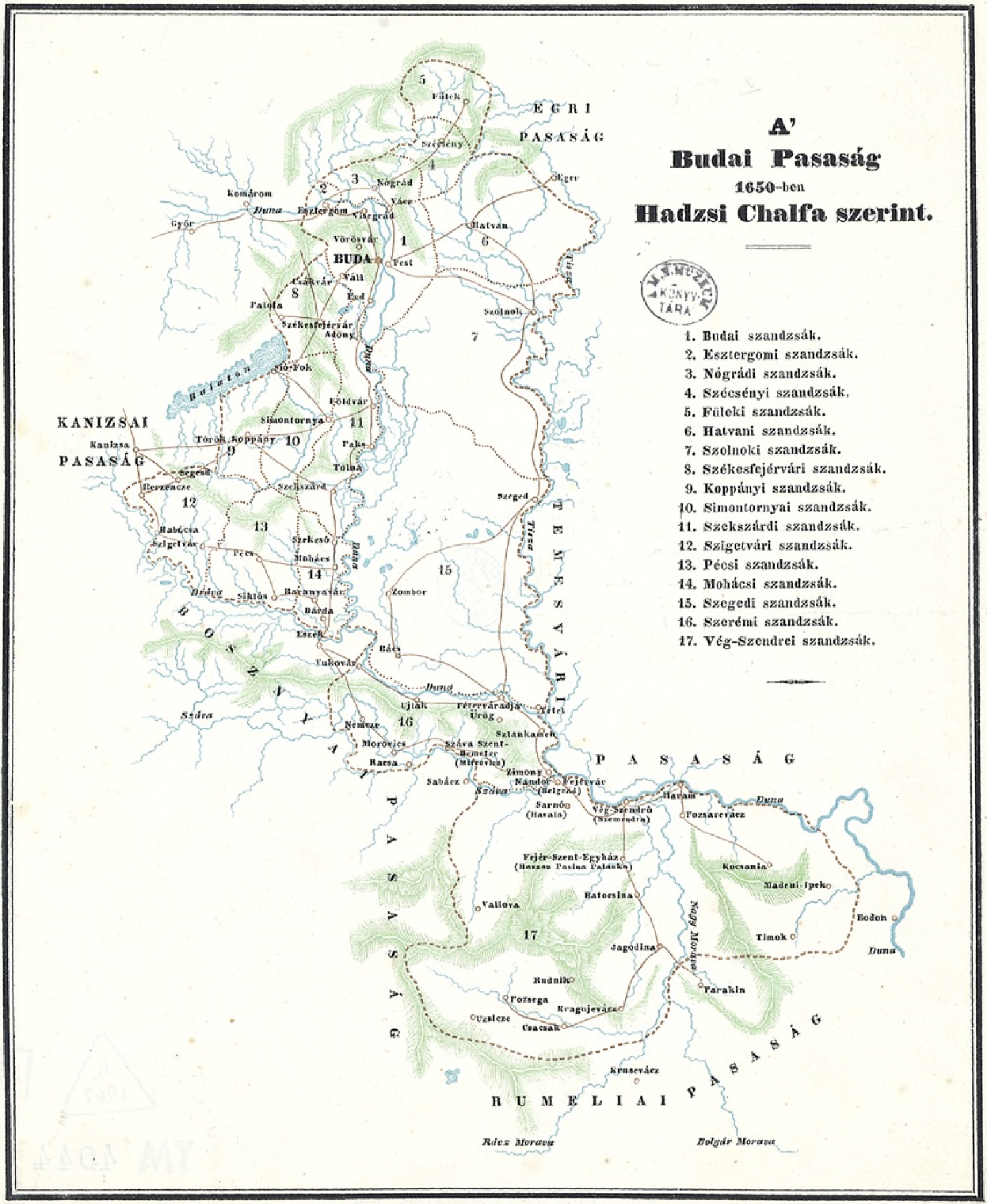
A Budai vilajet térképe 1650-ből

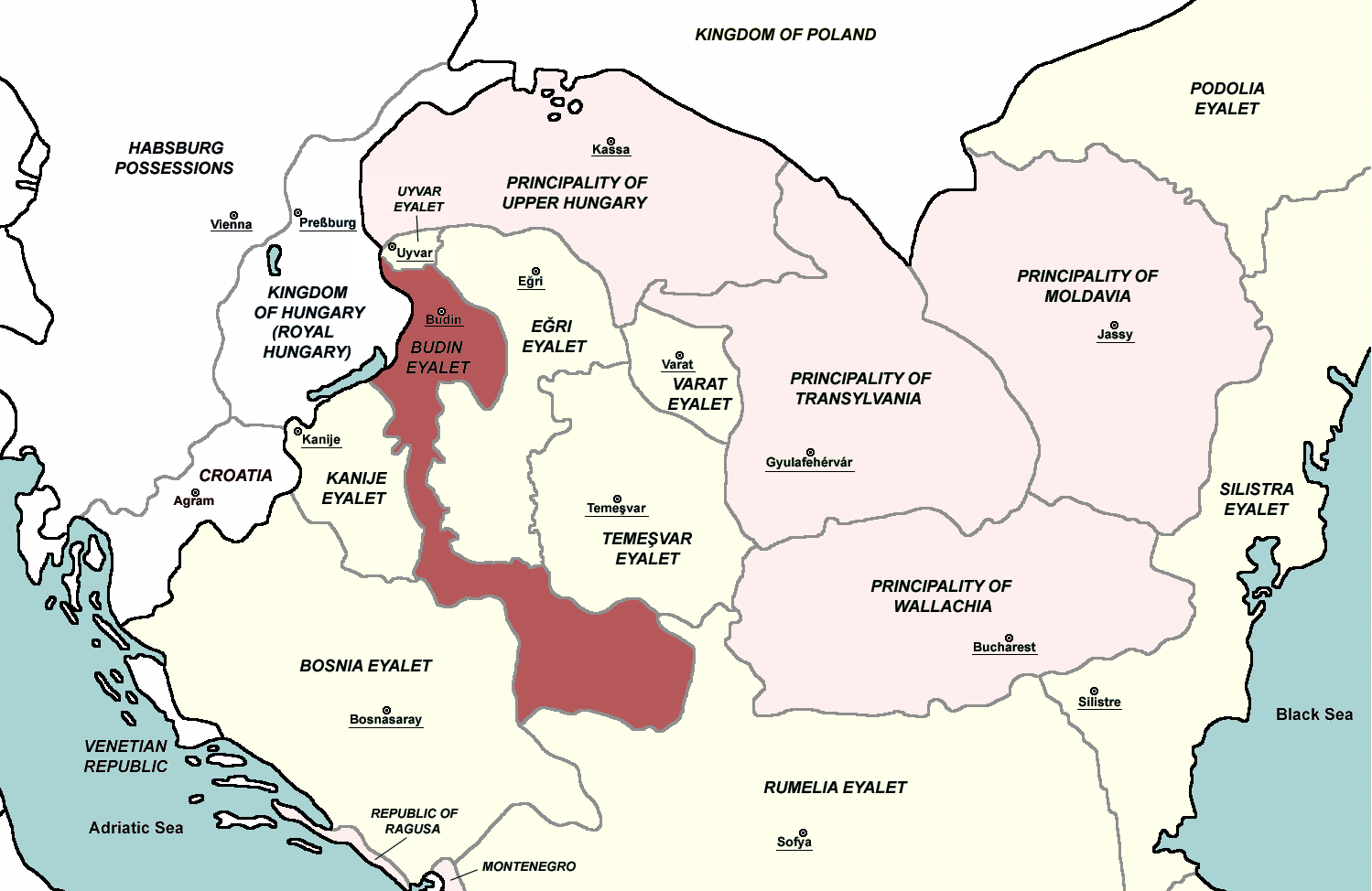
A Budai vilajet pozíciós térképe

Az 1541 és 1686 között fennálló Budai vilajet (vagy vilájet) az oszmán uralom alatt álló magyar területeken elsőként megszervezett és egyben legfontosabb oszmán közigazgatási egység volt. Itt volt a hódoltsági terület központja, melynek élén a budai pasa állt, később a hódítás előtti Magyar Királyság területén létrehozott többi vilajet is a budai pasának volt alárendelve.

## Története

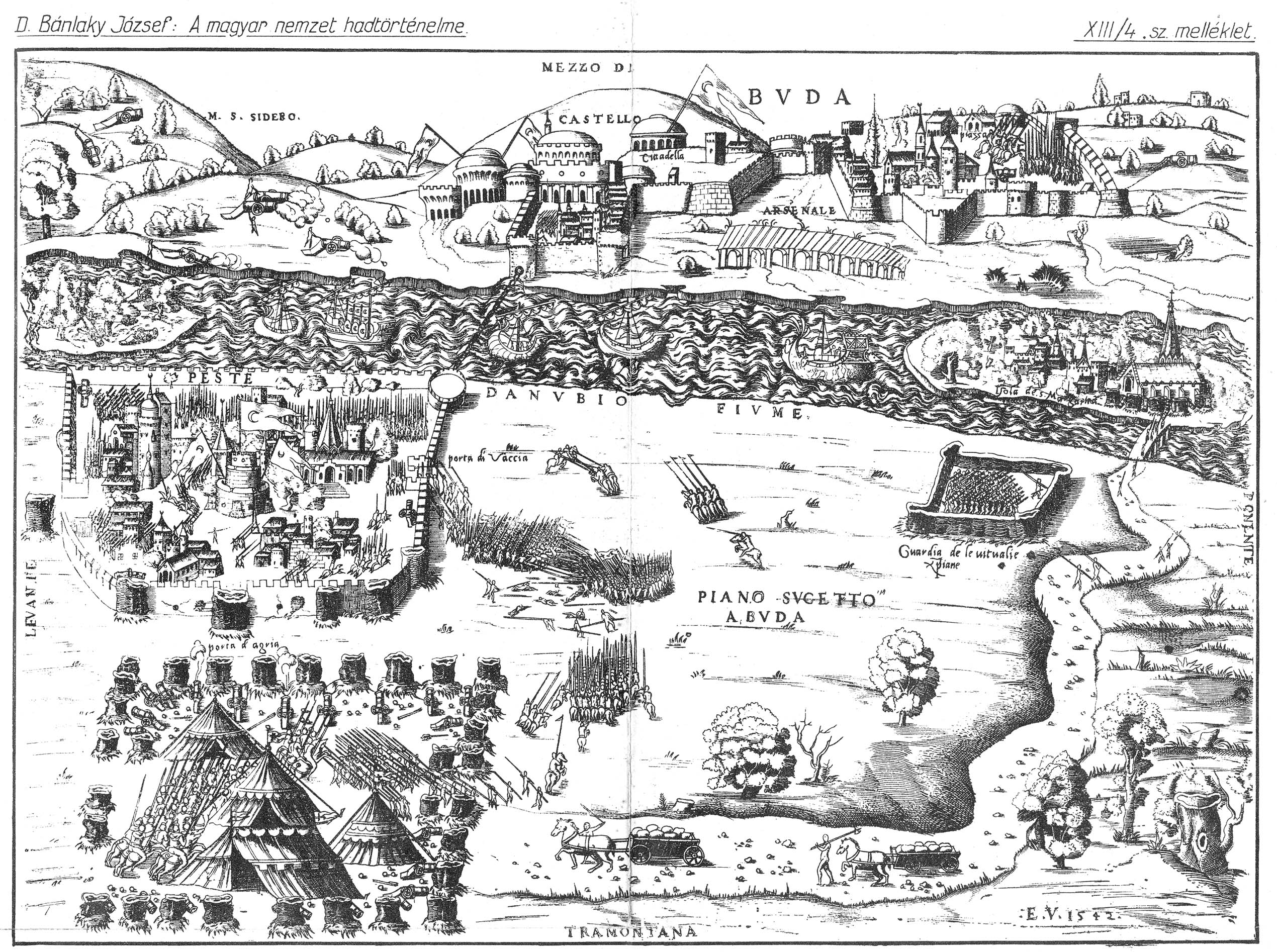
Buda ostroma 1542-ben: az első visszafoglalási kísérlet

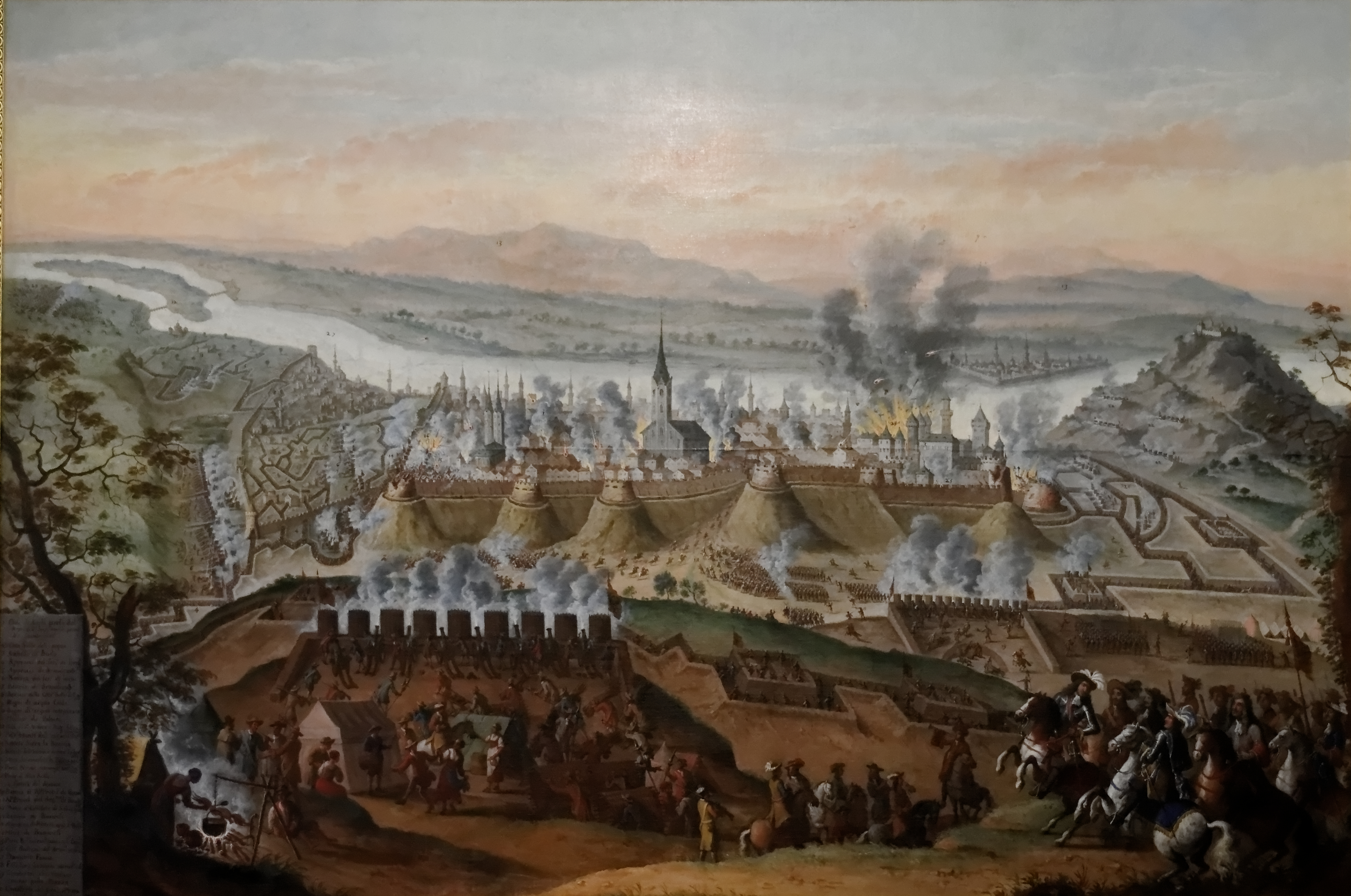
Buda visszafoglalása 1686-ban Frans Greffel képén

A 16. század elején az Oszmán Birodalom elfoglalta a Magyar Királyság déli végvárvonalát, majd a mohácsi csata, és az azt követő zűrzavaros időszak alatt befolyását kiterjesztette az ország középső területeire is. Bár a török csapatok 1526-ban és 1529-ben is bevonultak Budára, I. Szulejmán ezeket a területeket kezdetben csatlósként, és nem megszállt területként kezelte.
1541-ben azután elérkezettnek látta az időt, hogy hódításait megszilárdítsa, és a birodalom szerves részévé tegye. A várost ostrom alá vevő Roggendorf császári hadait elűzte a falak alól, és 1541. augusztus 29-én hadicsellel Szulejmán kezébe került a város, a vele szemben, a Duna túloldalán fekvő Pesttel együtt. Ezúttal azonban nem elégedett meg ezzel, hanem megalapította az első magyarországi vilajetet (tartományt), melynek központja Buda (törökül Budin) lett. Még ebben az évben elesett Szeged, Kalocsa, Szabadka, 1543-ban és 1544-ben a török kezére került Nógrád, Vác, Fehérvár, Pécs és Siklós vára is, és az új szerzemények mind az új vilajetbe tagozódtak be.
1552-ben újabb területekkel bővült a vilájet Észak-Magyarországon, és megalakult a temesvári vilajet, amely a budai beglerbégnek volt alárendelve. Buda jelentőségét királyi múltja mellett az adta, hogy a Török Birodalom itt a nagy rivális, a Habsburg Birodalom földjébe mélyen benyúlt. Az összes később kialakított magyarországi vilajet is a budai pasa katonai irányítása alatt működött.
A következő években a törökök előretörése Magyarország területén lelassult, a Budai vilajet területe gyakorlatilag nem változott a tizenöt éves háborút lezáró zsitvatoroki békéig, amikor a Nógrádtól északra fekvő területeket elveszítette a Török Birodalom. A 17. század gyakorlatilag állóháborúban, kisebb határvillongások közepette telt el. Bár az 1650-es és 1660-as években még jelentős területeket hódítottak el a Királyi Magyarországtól és az Erdélyi Fejedelemségtől, Kara Musztafa 1683-as Bécs elleni sikertelen hadjárata után gyorsan összeomlott a magyarországi török uralom, és 1686. szeptember 2-án Budát elfoglalták a Szent Liga csapatai.

## Kormányzati hivatalok

### Közigazgatás
A Budai vilajet az első és legfontosabb magyarországi vilajet volt, a török hódoltság központja is itt működött. Vezetője, a pasa az Oszmán Birodalomban is a magasabb rangú beglerbégek közé tartozott. A vilajetet szandzsákokra osztották, azokat pedig nahijékre. 1568-ban a Budai vilajet 12 szandzsákból állt:
- füleki
- szécsényi
- nógrádi
- hatvani
- szolnoki
- fehérvári
- simontornyai
- szekszárdi
- pécsi
- szigetvári
- siklósi
- eszéki

A szandzsákokat a bégek vezették, a nahijék élén pedig az aga állt. Ezeknek a területeknek jelentős katonaságot és hivatalnoki gárdát kellett ellátniuk. Az egyes egységek főhivatalnokai tanácsadó testületet alkottak (díván).

### A budai pasa
A Budai vilajet élén a budai beglerbég állt, aki, mivel volt királyi székhelyen kormányzott, valamint fontos határőri feladatokat látott el, az oszmánok európai hadjárataiban a szultán és a nagyvezír után következett rangban. A vilajet első számú katonai és polgári vezetője, emellett a Habsburg erőkkel folytatott diplomácia irányítója volt.

### A budai defterdár - Pénzügyi főhivatal
A defterdár volt a török kormányzóság egyik legfontosabb hivatalnoka, ő fogta össze a vilajet pénzügyeivel foglalkozó rengeteg ember munkáját. Hivatala a többi helytartóság defterdárjainál magasabb ranggal járt, az egyik budai defterdár magát „a tengeren innen lévő minden vár fizetőmestere” névvel illette. A hivatal két részre bomlott, egyrészt a földesúri ügyeket intéző „birtok-defterdár” (timár defterdári), másrészt a készpénzes bevételeket és kiadásokat kezelő „pénzügyi defterdár” (mal defterdári) hivatalára. Utóbbi volt egyben a teljes defterdári hivatal vezetője, „a” defterdár.

#### Pénzügyi defterdár
A pénzügyi defterdár szerteágazó ügyeket kezelt. Egyrészt falvakra és családokra lebontott nyilvántartást vezetett a kormányzóság mezőgazdaságának helyzetéről, családonként feljegyezték az évi termelést búzából, zabból, réti szénából, a család méhkasainak a számát, a tűzifa-felhasználást és legelőhasználatot. Ez az összeírás (defter) szolgált az adóztatás alapjául. Az első deftert Halil állította össze, munkájára a törökök később a Habsburgokkal folytatott tárgyalásokon is sokszor hivatkoztak.
Emellett a pénzügyi defterdár felügyelte a nem mohamedánok fejadójának beszedését, valamint a bérletek, vámok is az ő hatáskörébe tartoztak. Egyes bírságokat, büntetéseket szintén a defterdár szedett be.
A pénzügyi defterdár fizette a „pénzben fizetett” török tisztviselők és nyugdíjasok ellátmányát is. Ez nem jelentett teljes egészében pénzbeli teljesítést, a juttatásokat vegyesen török és magyar pénzben, különböző kelmékben és sóban kapták meg a jogosultak, ez jelentősen bonyolította az ügyintézést.

#### Birtokdefterdár
Az állami tulajdonú földek és azok jövedelmének kezelése tartozott a birtokdefterdár hatáskörébe. A birtokadományra vágyó katonák, vagy meglévő birtokukat elcserélni akarók itt nyüzsögtek, arra várva, hogy egy megfelelő földdarab tulajdonos nélkül maradjon. Kivált trónváltáskor szaporodott meg a defterdár munkája, ekkor ugyanis az adománylevelek (berátok) és a beglerbég által adott „utalványok” (tezkerék) felülvizsgálatára is sor került, ami egyrészt az illetékek révén jövedelemhez juttatta a kincstárt, másrészt egy időre rendbe tette a különben meglehetősen zavaros birtokjogokat.

#### A defterdár felügyelete
A defterdár éves pénzügyi jelentései csak a budai kádi ellenjegyzésével voltak érvényesek. Emellett, ha valaki kifogásolta a defterdár valamely eljárását, panasszal fordulhatott a kádihoz vagy akár a pasához.

### A kádi
A budai kádi részben, mint a többi kádi, bíró volt. Egyes ügyekben az alsó fokú bírók (náibok) ítéleteinek felülvizsgálatát végezte el, más ügyekben az elsőfokú döntésben is ő volt az illetékes.
Büntetőügyek mellett ide tartozott a hagyatéki ügyek intézése is, ehhez külön hivatal, a mahlul kjátibi állt rendelkezésére. A gazdasági ügyletek, szerződések hitelesítése szintén a kádi feladata volt.
A bírói hatalom mellett rendelkezett közigazgatási funkciókkal is. A defterdár beszámolójának ellenőrzése mellett más fontos tisztviselők és katonák (köztük a pasa) megfigyelése is feladatköréhez tartozott. Emellett piacfelügyeleti, áru ellenőrzési és ármegállapító jogkörrel rendelkezett az élelmiszerek és egyéb közszükségleti cikkek körében. A hatósági árak betartását segédjével, a muhteszibbel együtt felügyelte.

## Katonaság

A Kárpát-medence 1572-ben

A felosztott Magyarország 1683-ban

A török-magyar határon folyamatosak voltak a harcok, a nagyobb hadjáratok szüneteiben is szükség volt tehát katonai jelenlétre a török hódoltságban. A magyarországi török főparancsnok tisztségét, csakúgy mint a polgári vezetőit, a szultán és a nagyvezír távollétében a budai pasa töltötte be. Hatalma kiterjedt saját vilajetjén kívül a temesvári(1552-től), egri(1596-tól), a kanizsai(1600-tól) és a Nagyváradi(1660-tól) vilajetre is, a helyi beglerbégek az ő alárendeltjei voltak. Ezt a hatalmat megerősítette az a tény is, hogy 1623-tól a budai pasák vezíri címet is viseltek.
A vilajetben állomásoztatott katonák létszámát nehéz megmondani, annyit tudunk azonban, hogy 1546-ban a vilajet váraiban 10200, 1568-ban 12451 katonának számoltak el zsoldot. Ehhez jöttek még a timár-birtokkal rendelkező szpáhik, akiknek a számát megadni már csak azért is nehézkes, mert számuk folyamatosan változott, arányuk takarékossági okokból kifolyólag folyamatosan nőtt a zsoldosokhoz képest a 16. század második felében.
Ekkora katonaság fenntartása hatalmas terhet rótt a vilajetre, melyet egyedül nem is lett volna képes viselni. 1552-53-ban egy év alatt 22 millió akcsét, azaz 440 000 aranyat küldött az oszmán porta Budára a katonaság fenntartására. Ez az összeg később csökkent, ami együtt járt a helyi lakosságra kivetett adók emelésével.

### A Budai vilajet fontosabb települései
Az oszmán hatalom következetesen igyekezett megszilárdítani uralmát Buda és környéke felett, ennek köszönhetően a magyar végvárrendszerrel párhuzamosan a törökök is kiépítették a maguk erődítéseit. Különösen ügyeltek arra, hogy Buda körül többszörös védőgyűrűt építsenek ki, illetve hogy erődítményekkel biztosítsák az utat Bécs felé. A török szultánoknak ugyanis időről időre visszatérő célja volt Bécs bevétele, azonban többszörösen kudarcot vallottak.
A Buda körüli védelmi rendszer legfontosabb várai az egykori királyi székhelyek, Esztergom és Székesfehérvár voltak. Vác és Visegrád viszonylag jelentéktelen szerepet játszottak a korszakban. A déli vidékeken Szigetvár vára volt az egyik legfontosabb erődítmény.

#### Buda
Buda a török korban alapvető átalakuláson nem esett át, a megszállás 145 éve alatt nem építették át a korszakban nyugaton terjedő, jobban védhető „olasz” rendszer szerint. A középkori várat kiegészítették a Víziváros (Varos) falai, valamint a Gellért hegyen is emeltek egy kisebb erődítményt.
Maga a budai vár a középkori várterületen állt, és falai nagyjából a mai falak vonalában húzódtak. Kezdetben simább, viszonylag kiépítetlenebb volt, a több kisebb-nagyobb bástya, torony később épült ki. Ezeket a bástyákat általában építtetőjükről, felújítójukról nevezték el (pl. Murád pasa tornya: Murád pasa kuleszi, az 1650 és 1653 között budán székelő pasáról), akadnak azonban példák más elnevezésekre is (föld bástya: Toprak kuleszi, a középkori esztergomi bástya).

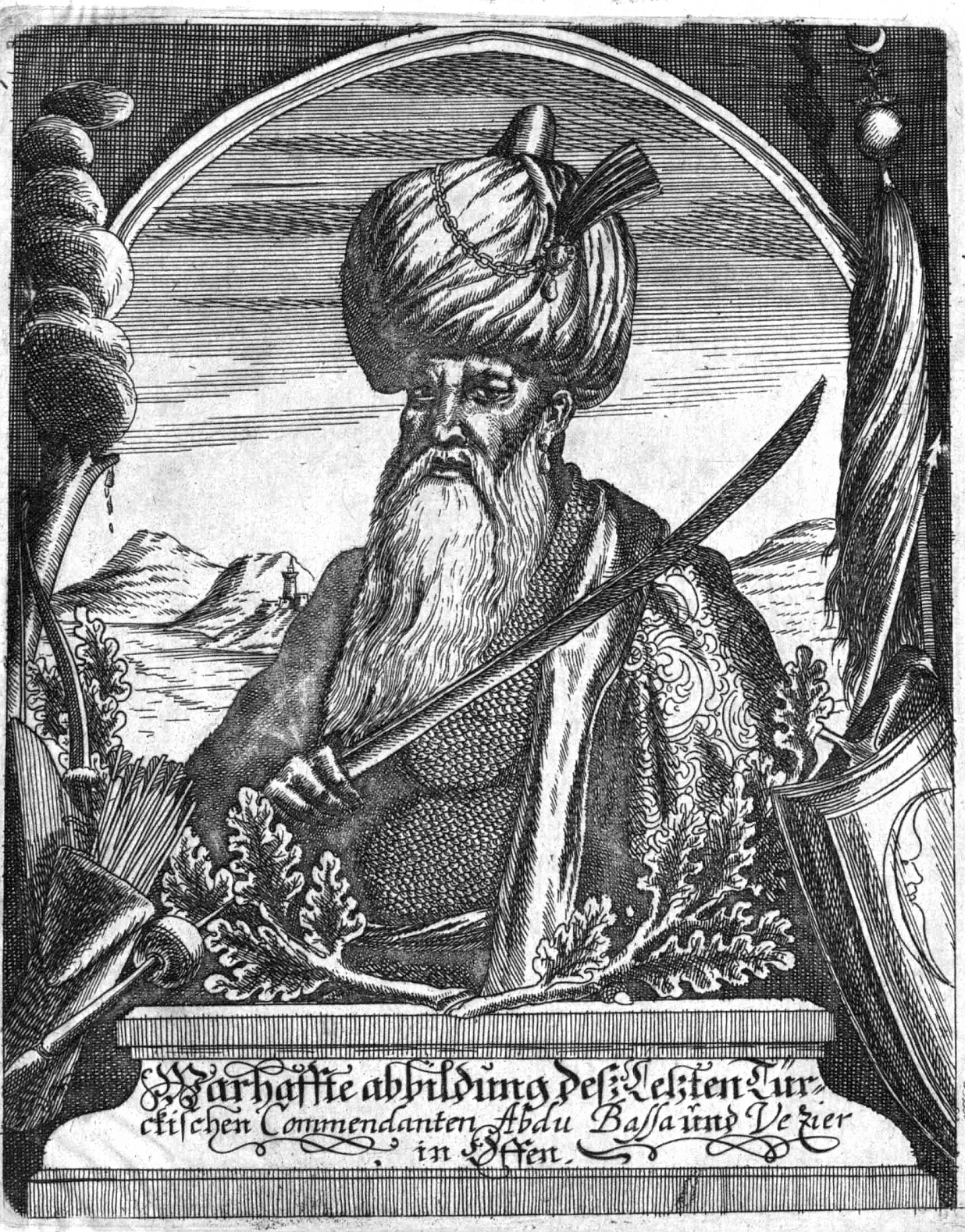
Abdurrahmán Abdi Arnaut pasa az utolsó budai török helytartó

A falakat különösen veszélyeztetett szakaszokon (a Gellért-heggyel, a Gülbaba-dombbal, és a Nap-heggyel szemben) párhuzamosan épített külső és belső falakkal, sáncokkal is megerősítették. A Duna felőli oldalt is megerősítették, itt két külső fal is épült, egyik kevéssel a várfalon kívül, a másik a Duna-parton. A part és a vár közé eső területet a Dunára merőleges falakkal tagolták bölmékre (nyugati beszámolókban zwingerek), kis terekre. Ezen a területen még egész későn, 1684-ben is folytak falépítési munkálatok, Sziavus aga ekkor építtetett kőfalat a Vízi kapu (Szu kapuszu) és a Duna között.
A fellegvár területét szintén kisebb falakkal osztották bölmékre, amelyek a védelmet voltak hivatottak fokozni. A falakon kis kapukat vágtak, amelyek forgalmát őrszemek felügyelték.
A vár helyőrsége békeidőben közel 2000 főt számlált, többségük janicsár volt. Szükség esetén ez a szám jelentősen felduzzadt, az 1686-os ostrom során körülbelül 12 000 ember állt Abdurrahmán pasa parancsnoksága alatt.

#### Székesfehérvár

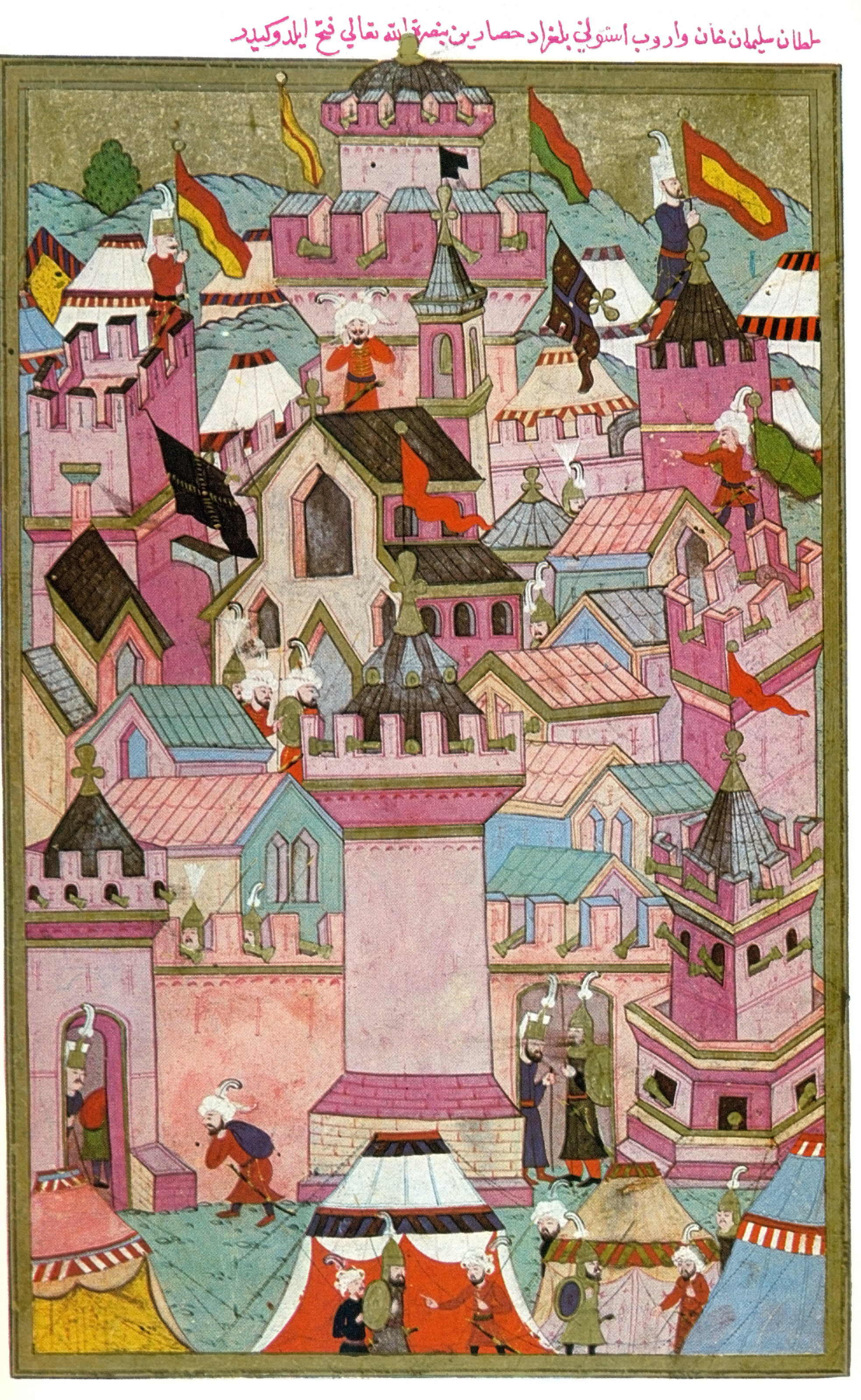
Székesfehérvár elfoglalása. Török miniatúra, 1543

Szulejmán 1543. évi hadjárata az ország két ősi fővárosa, Esztergom és Fehérvár ellen irányult.
Székesfehérvár hősies küzdelemben, 1543. szeptember 3-án csaknem kéthetes ostrom után esett el. A város kapuit bezárták a városvezetők, amikor Varkocs György várkapitány a védősereg megmaradt tagjaival kitört a belső városból. A kitörők hősi halált haltak, majd a város kulcsának átvétele után a szultán árulásukért kivégeztette a városvezetőket. Az ostromot követően elsőként maga Szulejmán vette szemügyre a várost, melynek gazdagsága lenyűgözte őt.
Fehérvár igen fontos szandzsák székhelye volt, a Dunántúl kapujaként Buda, a vilajetszékhely legfontosabb védőbástyájává vált. Evlija Cselebi török utazó leírásaiból ismerjük a török kori Fehérvárt.
Székesfehérvár a második legnagyobb létszámú sereggel rendelkezett Buda után, és híres oszmán hadvezérek irányították, akik rangban ezután a Budai vilajet trónjára emelkedhettek, vagyis igen fontos központ volt a törökök magyarországi tartományában. Az oszmánok erősítették a belső várost és a külvárosokat is. A Budai külvárosban például többszörös erődítményrendszert építettek ki, amely az 1601-1602-es ostromokban pusztult el.
Buda 1686-os visszafoglalását követően Fehérvárt is hamarosan ostrom alá fogták a Szent Liga csapatai. A hosszas blokád éhínséget eredményezett; elsőként a város keresztény polgárai hagyták el otthonaikat, majd török lakói is a vár elhagyása mellett döntöttek. Az egykori főváros 1688. május 19-én végleg felszabadult az oszmán uralom alól.

#### Esztergom

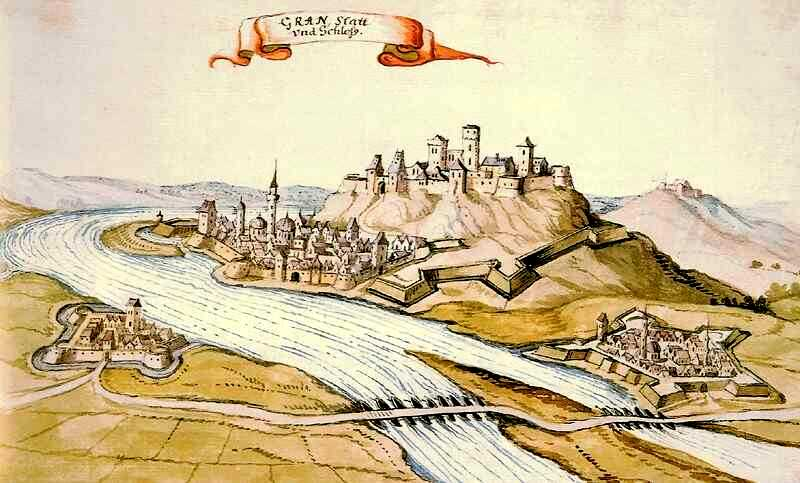
Esztergom látképe 1664-ből

Esztergom és Székesfehérvár, az ország egykori fővárosai Szulejmán szultán 1543. évi hadjáratában kerültek oszmán kézre. Esztergom elfoglalása után a törökök azonnal hozzáláttak a helyreállításhoz, sőt, a szomszédos Szent Tamás-hegyen egy palánkkal és árokkal erősített erődítményt is emeltek, melyben 200 főnyi őrséget helyeztek el.
A vár visszafoglalására több ízben folytak kísérletek, így 1594 májusában Mátyás főherceg (a későbbi II. Mátyás király) közel 50 000 emberrel vette ostrom alá, azonban arra a hírre, hogy Szimán török vezér sereggel közlekedik a vár őrségének megsegítésére, az ostromot abbahagyta és elvonult. Az ostromló seregben ott volt Balassi Bálint költő is, aki a Víziváros május 19-i rohamakor kapott halálos sebet. Egy év múlva, 1595 júliusában Rudolf király fővezére Mansfeld tábornagy vezetésével újabb ostromra került sor, melynek során maga Mansfeld is súlyos sebet kapott, ezért helyére a császár Mátyás főherceget nevezte ki, akinek vezetésével sikerült a várat visszafoglalni. Az Esztergom várkapitányává kinevezett Pálffy Miklós parancsnoksága alatt kijavították a sérült védőműveket, falakat. 1605-ben a törökök visszafoglalták, és egészen 1683-ig tartották is a várat.

#### Pest
Pest erődítményei nem voltak jelentősek, egyszerű városfal védte, amely a mai Belvárost vette körül nagyjából a mai Kiskörút vonalán. Sűrűn elhelyezett tornyok és tömzsi bástyák erősítették meg valamelyest ezt a védelmi vonalat. Helyőrsége azonban tekintélyes, 1000-1500 fős volt.

#### Pécs
Pécs vára egy, a mai belváros északnyugati részén található belső várból, és egy azt körülvevő, tornyokkal és várárokkal megerősített falból állt. Ez a külső fal viszonylag vékony, terméskőből épült várfal volt, és négy kapu vezetett át rajta. Mivel a környező, fölé magasodó magaslatok kedvező állást biztosítottak az ostromlók ágyúinak, hosszabb ostromnak nem tudott ellenállni. Ennek ellenére 1526-ban és 1541-ben a török csak a várost tudta felgyújtani, maga a vár magyar kézen maradt. 1543-ban azonban ellenállás nélkül oszmán kézre került. Mint azt Horváth Markó és Sennyei Ferenc 1559. május 7-én Nádasdy Ferenchez intézett levelükben írják, a törökök „erősen dolgoztatnak Pécsett. Az árkokat vájatják, tisztíttatják és szélesbítik. Öreg fákat hordanak, mert kőfal mellett palánkot akarnak csináltatni és földdel töltetni.” Mindennek ellenére sohasem játszott jelentős szerepet, a már említett kedvezőtlen elhelyezkedés következtében. A várban 1543-44-ben 513, 1545-46-ban 828, 1552-53-ban 370, 1565-66-ban 321 fő szolgált.

#### Visegrád
Visegrád várát az elfoglalást (1544) követően a törökök nem is állították helyre, csak beköltöztek falai közé. Ennek megfelelően nem is játszott jelentős szerepet a végvári küzdelmekben.

#### Vác
Vác erődítményei ritkán tudtak ellenállni komolyabb ostromnak, a tizenöt éves háború során kardcsapás nélkül gazdát cserélt.